# 1G
第一代移动通信技術，簡稱1G(The First Generation)，為類比式行動電話系統，自1979年開始發展使用，直至被2G數位通訊取代。
1G及2G最主要的分別是1G使用類比調制，而2G則是數位調制。雖然兩者都是利用數位信號與發射基站連接，不過2G系統語音採用数位調制，而1G系統則將語音調制在更高頻率上，一般在150MHz或以上。這時期的通話方式都是蜂窩電話標準，使用模擬調製、頻分多址(FDMA)，僅限語音的傳送。
当中其中一種標準，称作北歐行動電話系統 (NMT)，曾在北歐国家、瑞士、荷蘭、東歐及俄羅斯使用、其他制式包括應用在美国及澳洲的AMPS，英国的TACS，西德、葡萄牙及南非的C-450，法国的Radiocom 2000和義大利的RTMI。而在日本方面，有不同種制式，分別是NTT電話設計的TZ-801、TZ-802和TZ-803三種制式，及DDI公司的JTACS標準。
1G技術的前身是移動電話網路，又稱0G。
中国大陆从1987年开始运营，使用TACS制式，1999年1G在中国电信分割出中国移动后转由中国移动运营，2001年退网。